# 重慶北路 (上海市)
重庆北路是中華人民共和國上海市黄浦区一條南北走向道路，北起江陰路，南至重慶中路，全长711米，宽為9.1至15.2米，道路於1890年代時期修建，最初名為重慶路，路名來自於重慶。中華民国35年（1946年）更名為重慶北路。